# Librazhd

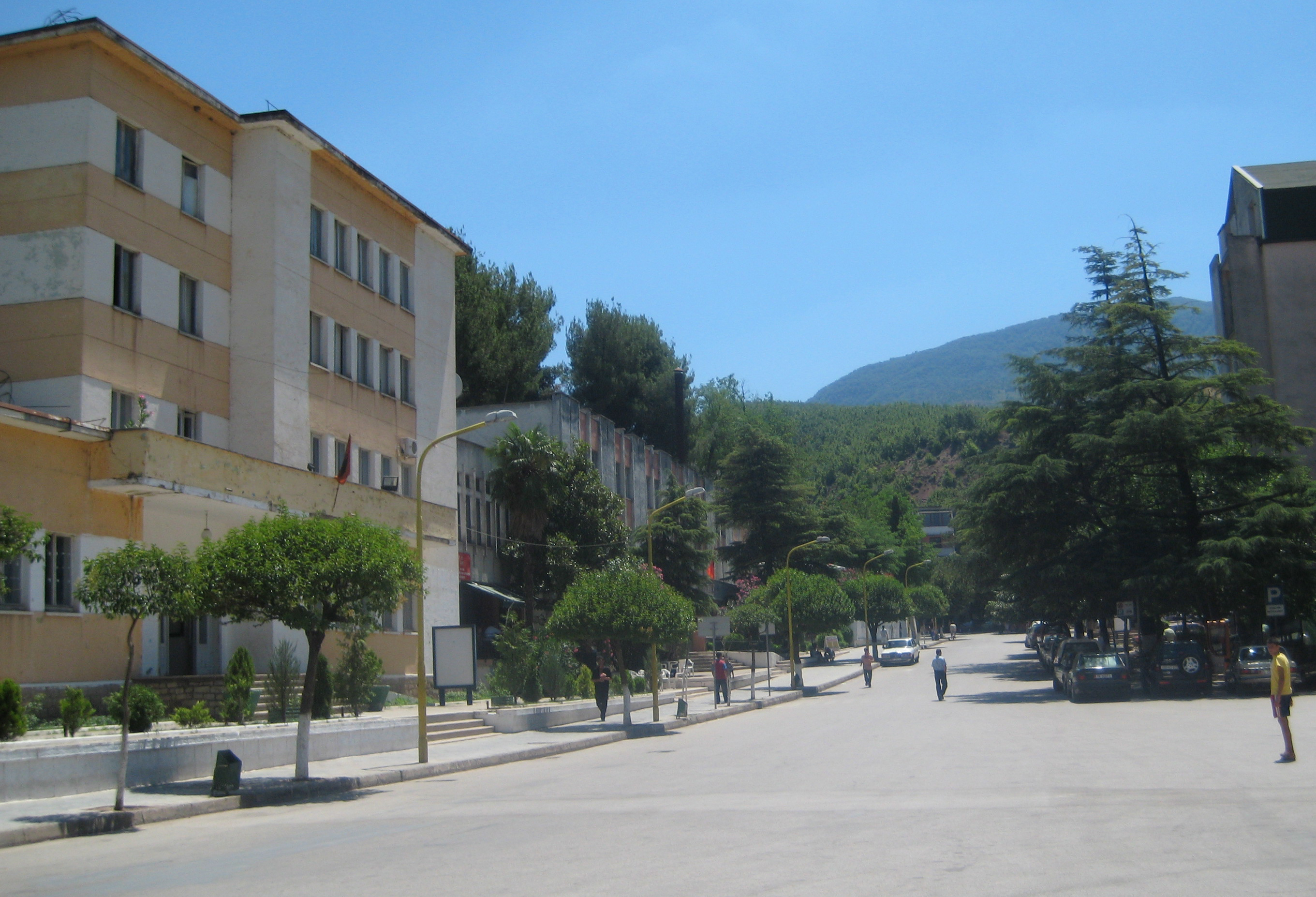
Centrala Librazhd.

Librazhd (albanska: Librazhd med böjningsformen Librazhdi) är en stad och en kommun i Elbasan prefektur Albanien på gränsen till Nordmakedonien. Invånarantalet är cirka 11 000.